# Crotalaria kambanguensis
Crotalaria kambanguensis är en ärtväxtart som beskrevs av Rudolf Wilczek. Crotalaria kambanguensis ingår i släktet sunnhampor, och familjen ärtväxter. Inga underarter finns listade i Catalogue of Life.